# 夏德仁
夏德仁（1955年6月—），男，祖籍山东荣成，生于辽宁大连，中华人民共和国政治人物。东北财经大学财政金融系货币银行学专业毕业，研究生学历，经济学博士、教授。曾任辽宁省人民政府副省长、大连市人民政府市长、中共大连市委书记、中共辽宁省委副书记、辽宁省政协主席，中国共产党第十八届中央委员会候补委员。现任全国政协经济委员会副主任。

## 生平
1974年7月参加工作。
1974年7月至1978年3月，任辽宁省复县镇郊公社插队知青。
1978年3月至1982年1月，东北财经大学（原辽宁财经学院）财政金融系金融专业学生。1982年1月至1990年3月，东北财经大学财政金融系助教（其间：1984年7月至1987年7月，东北财经大学财政金融系金融专业硕士研究生，获经济学硕士学位，1987年7月至1990年3，东北财经大学财政金融系货币银行学专业博士研究生，获经济学博士学位。1989年1月至1990年1月借调到国务院发展研究中心从事研究工作一年）。1990年3月至1992年5月，东北财经大学财政金融系副主任、破格晋升副教授。1992年5月至1994年5月，东北财经大学校长助理、破格晋升教授，1993年12被评定为博士生导师。1994年5月至1996年9月，东北财经大学主持工作的副校长（接李克俭）、党委副书记。1996年9月至1998年1月，东北财经大学校长、党委副书记。
1998年1月至2000年11月，大连市人民政府副市长、党组成员。2000年11月至2001年5月，中共大连市委常委、常务副市长、党组副书记。
2001年5月至2001年10月，辽宁省人民政府副省长、省政府党组成员。2001年10月至2002年12月，中共辽宁省委常委、副省长、省政府党组成员。2002年12月至2003年1，中共辽宁省委常委、副省长、省政府党组成员、中共大连市委副书记。2003年1月至2006年10月，中共辽宁省委常委、大连市委副书记、市长，市政府党组书记。2006年10月至2009年5，中共大连市委副书记、市长，市政府党组书记。2009年5月至2011年6月，中共辽宁省委常委、大连市委书记；
2011年6月至2013年4月，中共辽宁省委副书记。
2013年1月至2021年1月，辽宁省政协主席。2018年1月，当选第十三届全国政协委员。
2021年3月至今，全国政协经济委员会副主任。

## 任免信息
2021年3月3日，政协第十三届全国委员会常务委员会第十五次会议经过表决，增补夏德仁为经济委员会副主任。

## 社会兼职
中国金融学会常务理事，国务院学位委员会学科评议人，全国金融专业教材工作委员会委员，东北财经大学兼职教授。享受国务院特殊津贴。